# Horch Ehden
Horch Ehden är en skog och ett naturreservat i Libanon. Naturreservatet ligger i guvernementet Mohafazat Liban-Nord, i den norra delen av landet, cirka 70 kilometer nordost om huvudstaden Beirut. Närmaste samhälle är Ehden. Naturreservatet inrättades 1992 och omfattar över 450 hektar och är beläget på 1 200 till 2 000 meters höjd på Libanonbergets nordvästra sluttningar.
Naturreservatet har hög biodiversitet. I skogen i området finns mer än 27 arter av däggdjur, vilket är cirka en tredjedel av alla däggdjursarter i Libanon. Det finns även många fågelarter. Vissa av däggdjur- och fågelarterna är sällsynta eller hotade i Libanon, så som kejsarörn och varg.
Växtlivet är också rikt med cirka 1 058 växtarter, vilket innebär att nästan 40% av alla växtarter i Libanon finns representerade i naturreservatet. Libanonceder förekommer i skogen. Det finns också 300 arter av svampar.